# Província de José Miguel de Velasco

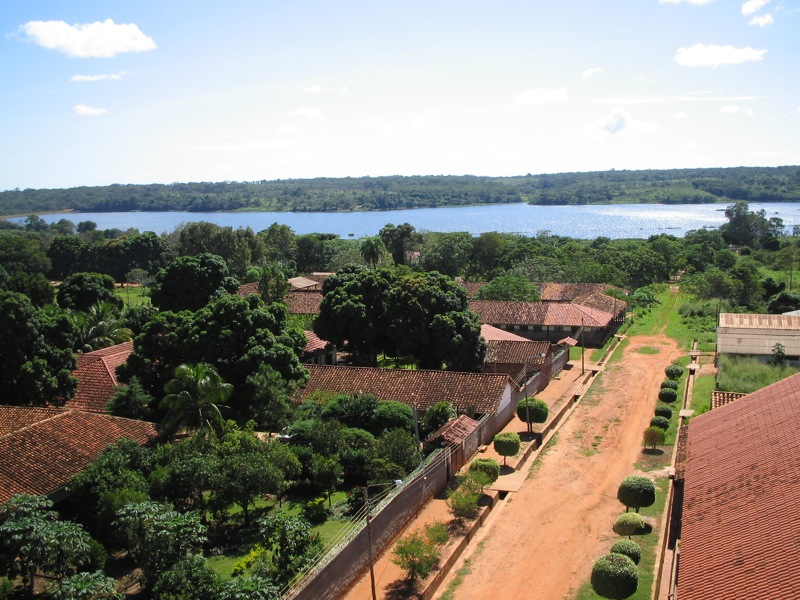
Vistes de San Ignacio de Velasco.

La província de José Miguel de Velasco és una de les 15 províncies del Departament de Santa Cruz a Bolívia. Està dividida administrativament en tres municipis: San Ignacio de Velasco (la capital), San Miguel de Velasco i San Rafael de Velasco; també hi ha la localitat de Santa Ana de Velasco, que pertany a Sant Ignacio de Velasco.
La província va ser creada el 1880, durant la presidència de Narciso Campero; fins aleshores havia format part de la província de Chiquitos. Rep el nom de José Miguel de Velasco, militar i estadista de Santa Cruz, que fou President durant quatre governs.
El Parc Nacional Noel Kempff Mercado està situat al municipi de San Ignacio de Velasco i part del municipi de Baures de la província d'Iténez, al sud-est del Departament de Beni.